# Самійлівка (Самійлівський старостинський округ)
Самі́йлівка — село в Україні, у Самійлівському старостинському окрузі Близнюківської селищної громади Лозівського району Харківської області. Населення становить 673 осіб. До 2020 року орган місцевого самоврядування — Самійлівська сільська рада.

## Географія
Село Самійлівка розташоване за 16 км від міста районного центру. Через село пролягає залізниця, на якій розташована  однойменна залізнична станція. Село знаходиться у верхній частині балки Самійлівська, якою тече струмок, перегороджений численними загатами. Примикає до села Верхньоводяне.

## Населення
За даними всеукраїнського перепису населення 2001 року у селі мешкало 673 особи.

### Мова
Розподіл населення за рідною мовою за даними перепису 2001 року був наступним:
| українська | 619 | 91,98 |
| російська  | 46  | 6,84  |
| білоруська | 7   | 1,04  |
| польська   | 1   | 0,14  |

## Історія
Село засноване 1880 року. Станом на 1886 рік в селі, центрі Самійлівської волості Павлоградського повіту Катеринославської губернії, мешкало 495 осіб, налічувався 81 подвір'я, існували православна церква та цегельний завод. За 8 верст — залізнична станція Самійлівка.
З 11 жовтня 1941 року село Самійлівка перебувало під тимчасовою німецькою окупацією. 27 січня 1942 року село звільнене Червоною армією, але 25 травня 1942 року Самійлівка знов була окупована німцями. Під час вересневих боїв 1943 року село було остаточно звільнене. У звільнені брали участь воїни 156-го кавалерійського полку, 49-ї кавказької дивізії, 31-го артилерійського та 7-го стрілецького полків. 110 воїнів загинули, визволяючи Самійлівку від окупантів, з них відомі прізвища лише шістнадцяти, інші не встановлені.
20 грудня 2007 року відбулася зміна статусу з селища на село.
12 червня 2020 року, відповідно до розпорядження Кабінету Міністрів України № 725-р «Про визначення адміністративних центрів та затвердження територій територіальних громад Харківської області», село увійшло до складу Близнюківської селищної громади.
17 липня 2020 року, в результаті адміністративно-територіальної реформи та ліквідації Близнюківського району, село увійшло до складу новоутвореного Лозівського району Харківської області.

## Економіка
- Сільгосптехніка.
- ЗАТ «Самійлівський елеватор».
- Лікарня.

## Освіта
- Загальноосвітня середня школа.